# Olympische Sommerspiele 2024/Teilnehmer (Lesotho)
| Gelbes Symbol für Goldmedaillen mit stilisierten Olympischen Ringen | Graues Symbol für Silbermedaillen mit stilisierten Olympischen Ringen | Braundes Symbol für Bronzemedaillen mit stilisierten Olympischen Ringen |
| ------------------------------------------------------------------- | --------------------------------------------------------------------- | ----------------------------------------------------------------------- |
| —                                                                   | —                                                                     | —                                                                       |

Lesotho nahm an den Olympischen Spielen 2024 vom 26. Juli bis zum 11. August 2024 in Paris mit 3 Athleten (1 Mann, 2 Frauen) teil. Es war die insgesamt 13. Teilnahme an Olympischen Sommerspielen.

## Teilnehmer nach Sportarten

### Leichtathletik
Die Olympianorm des Weltverbandes erreichte Tebello Ramakongoana im Marathon der Männer. Jedoch konnte keine lesothische Frau eine Olympianorm erreichen. Über den Universalstartplatz durfte Mokulubete Blandina Makatisi am Marathon der Frauen teilnehmen.
Laufen und Gehen
| Athleten                     | Wettbewerb | Vorlauf | Vorlauf | Halbfinale | Halbfinale | Finale    | Finale | Rang |
| Athleten                     | Wettbewerb | Zeit    | Rang    | Zeit       | Rang       | Zeit      | Rang   | Rang |
| ---------------------------- | ---------- | ------- | ------- | ---------- | ---------- | --------- | ------ | ---- |
| Frauen                       |            |         |         |            |            |           |        |      |
| Mokulubete Blandina Makatisi | Marathon   | —       | —       | —          | —          | 2:30:20 h | 31     | 31   |
| Männer                       |            |         |         |            |            |           |        |      |
| Tebello Ramakongoana         | Marathon   | —       | —       | —          | —          | 2:07:58 h | 7      | 7    |

### Taekwondo
Beim afrikanischen Qualifikationsturnier in Dakar qualifizierte sich Michelle Tau im Fliegengewicht der Frauen für die Olympischen Spiele. Erstmals seit Sydney 2000 nahm Lesotho damit wieder im Taekwondo an olympischen Wettbewerben teil.
| Athleten     | Wettbewerb       | Achtelfinale  | Achtelfinale | Viertelfinale | Viertelfinale | Hoffnungsrunde Halbfinale | Hoffnungsrunde Halbfinale | Halbfinale    | Halbfinale    | Hoffnungsrunde Finale | Hoffnungsrunde Finale | Finale        | Finale        | Rang |
| Athleten     | Wettbewerb       | Gegner        | Ergebnis     | Gegner        | Ergebnis      | Gegner                    | Ergebnis                  | Gegner        | Ergebnis      | Gegner                | Ergebnis              | Gegner        | Ergebnis      | Rang |
| ------------ | ---------------- | ------------- | ------------ | ------------- | ------------- | ------------------------- | ------------------------- | ------------- | ------------- | --------------------- | --------------------- | ------------- | ------------- | ---- |
| Frauen       |                  |               |              |               |               |                           |                           |               |               |                       |                       |               |               |      |
| Michelle Tau | Klasse bis 49 kg | M. Nematzadeh | 0:2          | ausgeschieden | ausgeschieden | ausgeschieden             | ausgeschieden             | ausgeschieden | ausgeschieden | ausgeschieden         | ausgeschieden         | ausgeschieden | ausgeschieden | 11   |